# Municipio de Young (Dakota del Norte)
El municipio de Young (en inglés: Young Township) es un municipio ubicado en el condado de Dickey en el estado estadounidense de Dakota del Norte. En el año 2010 tenía una población de 35 habitantes y una densidad poblacional de 0,39 personas por km².

## Geografía
El municipio de Young se encuentra ubicado en las coordenadas 46°13′49″N 98°50′5″O / 46.23028, -98.83472. Según la Oficina del Censo de los Estados Unidos, el municipio tiene una superficie total de 89.15 km², de la cual 88,96 km² corresponden a tierra firme y (0,21 %) 0,19 km² es agua.

## Demografía
Según el censo de 2010, había 35 personas residiendo en el municipio de Young. La densidad de población era de 0,39 hab./km². De los 35 habitantes, el municipio de Young estaba compuesto por el 100 % blancos. Del total de la población el 0 % eran hispanos o latinos de cualquier raza.